# Podlipanské muzeum
Podlipanské muzeum je muzejní instituce sídlící v Českém Brodě, součást Regionálního muzea v Kolíně. Bylo založeno v roce 1896.

## Historie
Počátky zájmu o cenné starožitné věci v Českém Brodě, mají své kořeny už v roce 1893. Tehdy bylo totiž snahou zdejšího redaktora a velmi aktivního měšťana Jozefa Miškovského získáno několik předmětů, které byly uloženy v prostorách měšťanské školy. Roku 1894 se pak z iniciativy J. Miškovského objevila myšlenka na založení muzea a následně byla 12. ledna 1896 ustanovena za tímto účelem Okresní jednota muzejní. Více než deset let pak bojovala s nedostatkem místa, až roku 1906 najala dvě místnosti a v prosinci 1906 poprvé otevřela trvale své sbírky veřejnosti. Krátce na to začala muzejní jednota projednávat možnost výstavby vlastní budovy a oslovila s tímto plánem českobrodského rodáka architekta Antonína Balšánka. Slibný rozvoj ale zásadním způsobem přerušila první světová válka a poté i smrt A. Balšánka. Po celé období první republiky bojovala jednota především s nedostatkem financí, i přesto se ale nakonec podařilo v letech 1927–1928 postavit budovu dnešního Podlipanského muzea, která byla po problematickém vnitřním dovybavení otevřena 28. října 1931 pro veřejnost. Zároveň zde byl umístěn i rozsáhlý městský archiv, o nějž od roku 1941 odborně pečoval Dr. Karel Bednařík. Dobou největšího rozkvětu byla paradoxně 50. léta 20. století, kdy se zde konalo kromě výstav i velké množství přednášek, koncertů a dalších doprovodných akcí. Roku 1961 bylo Podlipanské muzeum převzato MNV v Českém Brodě a roku 1966 začleněno jako pobočka pod Regionální muzeum v Kolíně. Tento krok znamenal zásadní degradaci muzea jako instituce, neboť muzeum postupně přišlo o odborné pracovníky, kteří by sídlili přímo v Českém Brodě. Jeho sbírky se dostaly na okraj odborného zájmu a v podstatě nedocházelo k získávání a zápisu nových výrazných sbírkových předmětů. Tím také na Českobrodsku mezi jeho obyvateli (především z okolních obcí) vymizelo vnímání Podlipanského muzea jako přirozeného centra vlastivědné odborné činnosti.

## Sbírky
Ve sbírkovém fondu tohoto muzea se nachází přibližně 31 000 sbírkových předmětů, především vlastivědného charakteru z oblasti, kterou před rokem 1960 zahrnoval politický okres Český Brod. Kromě vlastního Českobrodska jsou tak zdejší sbírky zastoupeny i předměty z Úval, Přerova nad Labem, Kostelce nad Černými lesy či Stříbrné Skalice.
Sbírkový fond Podlipanského muzea není dělen na jednotlivé podsbírky. V jeho skladbě se nacházejí především sbírkové předměty z oborů: archeologie (s důrazem na okolní archeologická naleziště jako např. Klučov, Tuchoraz atd.), etnografie (keramika, kramářské tisky), zbraně (chladné i střelné), numismatika (mince, bankovky), umělecké řemeslo či výtvarné umění. Obzvláště dokumentárně cenná je sbírka fotografií (cca 5000 ks), mapující Český Brod i okolní vsi od konce 19. století, později zaniklou vesnickou lidovou architekturu v okolí atd. Za povšimnutí také stojí soubor cechovních praporů a dalších cechovních památek. Specifickou součástí je tzv. Zounkova exotická sbírka z cesty rolníka Josefa Zounka z Mrzek do Egypta roku 1910. K zajímavostem této orientální sbírky patří např. i dvě malé egyptské mumie (krokodýl a poštolka) a sošky vešebtů - egyptských bohů.

## Knihovna
Odborná knihovna Podlipanského muzea čítá cca 32 000 svazků titulů, převážně českých a německých periodik už z 19. století i mnoha cizojazyčných monografií, které jinde v českých knihovnách nejsou zastoupeny. Nejstarší knihou je inkunábule, tzv. Pražská bible (Biblia bohemice) z roku 1488, nakladatelé Jan Pytlík, Severin kramář (?), Jan Bílý od Čápů, Matěj od Bílého lva.